# Sången om den röda rubinen
Sången om den röda rubinen (Sangen om den røde rubin) är en norsk roman från 1956 av Agnar Mykle.
Den handlar om den unge Ask Burlefots resa genom skam och besvikelse.
Bokens erotiska beskrivningar var kontroversiella och Mykle blev 1957 åtalad för grovt sedlighetsbrott. Boken bedömdes vara osedlig och skulle konfiskeras. Författaren och förläggaren friades dock, när Högsta domstolen ett år senare slutligen fastslog hävandet av domen.
Uppståndelsen kring boken kan förutom sexskildringarna även ha berott på att den lästes som en nyckelroman där verkliga personer figurerade i lätt maskerad form.
Boken filmatiserades som Sangen om den røde rubin 1970 i regi av Annelise Meineche med Ole Søltoft och Ghita Nørby i rollerna.